# Нахум Гет
Нахум Гет (1896, Одеса — 15 січня 1990, Ізраїль) — ізраїльський політичний і спортивний діяч, депутат Кнесета з 20 серпня 1951 року по 15 серпня 1955.

## Біографія
Народився 1896 року в Одесі у єврейській родині.
Навчався в хедері та гімназії перед вступом в Одеський університет. Активіст руху «Молодь Сіону». У 1917 році приєднується до партії Цейре-Ціон і стає представником керівництва Всеросійського руху Маккабі. Учасник сил єврейської самооборони в Одесі. У 1919 році він здійснює алію в Ерец-Ісраель і поселяється в Хайфі в 1920 році. Пізніше вивчає право в Єрусалимській юридичній школі і отримує диплом адвоката.
У 1935 році його обирають головою центрального комітету руху «Маккабі» (1935 — 1939). З 1944 по 1948 рік є членом Єврейської національної ради, головного суспільного і політичного інституту ішуваа. У 1947 — 1948 роках — юрисконсульт вищого керівництва Хагани, а після проголошення незалежності працює для уряду Ізраїлю. У 1949 році стає головою відділення Федерації «Загальних сіоністів» в Хайфі і працював в муніципалітеті Хайфи.
У 1951 році, на перших в історії Ізраїлю виборах, обраний депутатом кнесету. У 1951 році призначений головою Олімпійського комітету Ізраїлю (1951 — 1956). У 1957 році призначений президентом Всесвітньої федерації «Маккабі».
Помер 15 січня 1990 року в Ізраїлі.